# Honda BR-V
La Honda BR-V è un'autovettura prodotta dalla casa automobilistica giapponese Honda a partire dal 2016, principalmente per i mercati del Sud Est Asiatico.
La sigla BR-V sta per Bold Runabout Vehicle.

## Prima serie (2016-2021)
L'auto condivide la piattaforma con la seconda generazione della Honda Mobilio, che a sua volta si basa sulla piattaforma allungata della Honda Brio. La BR-V viene venduta nel Brunei, India, Indonesia, Malaysia, Messico, Nepal, Pakistan, Filippine e Thailandia.
La prima generazione è disponibile con un motore a benzina a quattro cilindri i-VTEC L15Z1 da 1,5 litri che produce 88 kW (120 CV) a 6600 giri al minuto e 145 Nm di coppia a 4600 giri al minuto, oppure con un propulsore diesel turbocompresso a quattro cilindri N15A1 da 1,5 litri che produce 73,5 kW (100 CV) a 3600 giri al minuto e 200 Nm di coppia a 1750 giri al minuto. 

### Restyling 2019
La BR-V ha ricevuto un restyling che include un fascione anteriore e posteriore ridisegnati con nuovi fanali a LED. Questo restyling è stato presentato al 27º Salone Internazionale dell'Automobile dell'Indonesia il 25 aprile 2019.

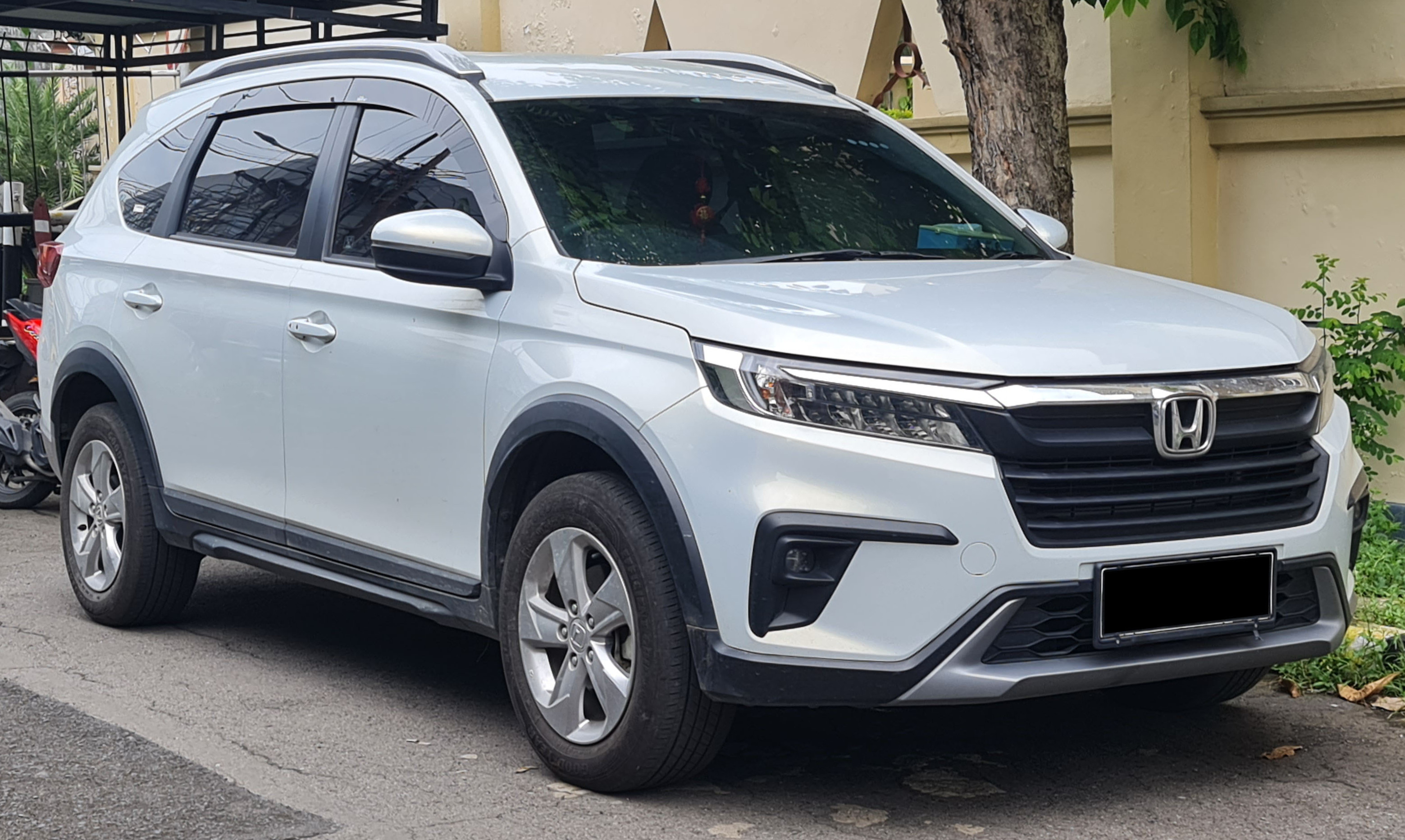
BR-V II

## Seconda serie (2021-)
La BR-V di seconda generazione utilizza il motore a quattro cilindri in linea L15ZF DOHC i-VTEC da 1,5 litri che produce 89 kW (121 CV) a 6600 giri al minuto abbinato esclusivamente alla trasmissione a variazione continua condivisa con la Honda City di settima generazione, con lievi modifiche nella rapportatura.
La seconda serie è entrata in produzione in Indonesia il 13 dicembre 2021, con le vendite iniziate l'8 gennaio 2022. Questa serie viene esportata esportazioni circa 30 paesi in l'Africa e Sud America.